# Манастир Моштаница
Манастир Моштаница заузима значајно мјесто међу манастирима Српске православне цркве. Он је један од највећих српских манастира у Републици Српској. Манастир Моштаница налази се на 202 m надморске висине у долини ријеке Моштанице, на сјеверним падинама Козаре. Од Козарске Дубице на југ је удаљен 12 km. Манастир Моштаница је смјештен у падини Мале Градине, у заклоњеном простору равног земљишта обраслог миришљавим липама.
Припада Епархији бањалучкој Српске православне цркве.
Овде се одржава Збор код Манастира Моштанице.

## Легенда о постанку
| Историја манастира Моштанице | Историја манастира Моштанице |
| ---------------------------- | ---------------------------- |
| Паљен                        | Обновљен                     |
| 1. пут — није познато        | 1. пут — 1557. године        |
| 2. пут — 1638. године        | 2. пут — 1642. године        |
| 3. пут — 1683. године        | 3. пут — 1699. године        |
| 4. пут — 1716. године        | 4. пут — 1720. године        |
| 5. пут — 1786. године        | 5. пут — 1792. године        |
| 6. пут — 1811. године        | 6. пут — 1833. године        |
| 7. пут — 1858. године        | 7. пут — 1863. године        |
| 8. пут — 1875. године        | 8. пут — 1883. године        |
| 9. пут — 1941. године        | 9. пут — 1947. године        |

- О постанку овог манастира, о његовом ктитору (оном који га је саградио, или ктиторима) као и самом називу Моштаница не постоје прецизни подаци. Народно предање му приписује велику старост. Постоји више претпоставки о оснивачима и постанку манастира. Предање каже да је ова задужбина светога Симеона Немање, краља Милутина или краља Драгутина Немањића. Највише се спомиње краљ Драгутин Немањић (1276—1281)[2] као ктитор манастира, који је добио ове крајеве и њима владао.
- Постоји и једно предање да су га основали монаси (калуђери) из манастира Милешева, који су дошли овамо када је њихов манастир спаљен и опустошен почетком 16. вијека. Међутим, предање каже да су калуђери подигли манастир на темељима постојеће цркве. Спомињу се и »калуђерске пештре«, испоснице, јужно од манастира.

Према свим подацима, до којих се могло доћи, не може се сигурно тврдити да је ово задужбина Немањића. Постоји могућност да су спаљени манастир калуђери обновили, јер је манастир у својој дугој постојаности спаљиван, разаран и обнављан. Обнављање манастира послије спаљивања може се приписати калуђерима.

## Име манастира
- Народно предање спомиње и рјечицу која тече поред манастира, а на којој су била 44 дрвена(брвната) мостића. Ти мостићи су били од пребачених оборених букових стабала. Управо и сад се код манастира, преко рјечице, налази такав мостић. Од ријечи мост, Мостаница, постао је назив за ријеку Моштаницу, а затим и за манастир.[3]

## Историја манастира Моштанице
У својој многовјековној историји много је страдао. Подигнут је 1111. године у шуми Козари, основе у облику крста. По народном предању ту где је манастирски храм спаљен је Св. Теодор Комоговински, од којег је остао део руке. Био је то калуђер Теодор Сладић, родом из села Кукурузара, код Костајнице, који је мученички страдао под Козаром у Босни. Та светитељска рука је због ратних претњи склоњена у 18. веку у село Комоговину "више Костајнице". Тамо су калуђери сазидали нову цркву и манастир и назвали га (поново) "Моштаница" - по Теодоровим светим моштима. Када су калуђери помрли, манастирска црква је постала "мирска" у том селу. Ту се налазио - чуван је део руке Теодорове. Према досад познатим подацима, девет пута је био спаљиван и разаран, а девет пута дизан и обнављан. Тај манастир је касније прозван Комоговина, по селу код којег се налази.

### Турско освајање — обнова
Зна се да су Турци заузели Костајницу 1556. године и постали господари цијелог Поуња. Тада су населили извјестан број православног народа као своју рају. Тај народ одмах је себи подигао, односно обновио манастир Моштаницу. Кад је манастир спаљен први пут није познато, али је познато кад је први пут обновљен. Прва обнова манастира била је 1557. године у доба српског патријарха Макарија Соколовића. То је било управо до годину дана послије заузимања Костајнице.
Народно предање оснивање, вјероватно обнављање манастира приписује босанском везиру Хасан-паши Предојевићу. Први пут се писмено помиње манастир Моштаница 1579. године.

### Први писани податак
Први писани податак о манастиру Моштаници потиче из књиге »Оточник«, која је написана о овом манастиру 1579. године за вријеме Игумана Григорија. Манастир је саграђен много времена прије тога, пошто је у то вријеме био развијен да су се у њему и књиге преписивале, што је за оно вријеме био скуп, тежак и напоран посао. Отуда је и потекла претпоставка да је манастир саграђен у другој половини 16. вијека.

### Предање о премјештању
Народно предање каже да је манастир био отемељан на другом мјесту: Група градитеља ноћу је повадила темеље и поставила их на садашње мјесто. 
Може се десити да је првобитни манастир био спаљен и порушен, па да су га у XVI вијеку обновили, доградили и проширили зграду, или изградили зграду на новом, љепшем мјесту, мало даље од првобитног, калуђери исто по угледу на немањићке црквене грађевине. Из овога разматрања се види да постоји вјероватноћа да је у 16. вијеку манастир обновљен за вријеме патријарха Макарија Соколовића. Можда је обновљен по одобрењу Хасан-паше Предојевића и да су калуђери нашли и надзирали извођаче радова.

## Опис манастира
Садашња манастирска црква посвећена празнику Преображенију Христовом, саграђена је од тесаног бијелог камена, у крупним коцкама лијепо обрађеним, вађеног у селу Војскови у Козари. Дебљина зида је 1 m, висина више од 6 m. Зидови су врло масивни и солидно озидани и израђени, па се тим може и објаснити опстанак грађевине послије толиких спаљивања и пустошења. Била је и без крова 30 година. По свој прилици манастир су зидали мајстори из приморја.

### Основа манастирске цркве
Основа цркве манастира је у облику ручног правилног крста подијељеног на два дијела. Горњи дио, тј. наос (храм) има облик правоугаоника са три апсиде (шбаћине) које су унутра полукружне, а са спољашње стране полигоне. Олтарска апсида је дубља и већа од пјевничких које су елиптичног облика. Олтарска апсида са додатним удубљењима даје утисак трочланог олтара. Има спољашњу припрату. Конхе су споља петостране. У средини наоса подижу се четири четвероугласта равна камена стуба без капитела и орнаментике, а вежу их полукружни лукови. На ова четири стуба и на њиховим луковима налази се квадратно постоље које је 1 m изнад крова, а на њему се налази октагони торањ (кубе) са осам уских и два метра дугих прозора. Висина цркве је око 23 m.
Оно шта је карактеристично за манастире и цркве Босанске Крајине јесу мала, ниска врата, која су онемогућавала да Турци коњима могу ући у објекат. Таква једна врата налазе се и на црквеном објекту манастира Моштанице.

### Други дио манастирске цркве
Други дио цркве је поперта (женска црква). Дијели је дебели зид од храма на чијој се средини налазе врата. Дворци су украшени фризовима (сјечива) у облику срца или листа. Поперта је нешто нижа и ужа од храма, али нема кубета, него јој се свод ослања на два осмоугаона стуба.
Спољни зидови су подијељени на три етаже, а средњи ред увучен 10-15 cm, те изгледа као појас око цркве. Манастирска црква има јужна улазна врата, а сјеверних ни западних није било. Једна мала врата код олтара су за калуђере окренута према »калуђерској пештери«, која је нешто даље од цркве.
Под је поплочен правоугаоним каменим плочама.
Манастирска црква има свод кубе на четири стуба међусобно повезана полукружним луковима. То су одлике романског стила. Срцолики фризови на прозорима и на вратима обиљежја су маварског стила. Вјероватно је тако желио ктитор.
Спољашњи изглед је сличан изгледу Високих Дечана.
Манастирска порта изгледа предивно. Бујна природа чини да овај манастирски комплекс изгледа аутентично и архаично.

### Живопис
У цркви није сачуван живопис, па се не зна сигурно ни да ли су постојале. Са спољашње стране на западном зиду доста високо постоји једна удубина у којој је била фреска Светог арханђела Михајила (који се празнује 21. новембра), заштитника манастира, коме је овај манастир и посвећен, али је она била новијег датума и уништена је за вријеме прошлог рата. Садашња фреска потиче из 1976. године.
На првом лијевом стубу налази се слика св. Богородице са Христом у наручју. За ову се слику прича да је донесена прије 120 година из Русије. Преправљена је 1902. године. На њој се виде три рупе од куршума турских војника. Црквене ствари и иконостас новијег су датума.

## Моштаница кроз историју
Ово је најстарији споменик подигнут на овом подручју, које је често мијењало господаре, на ком су се водиле сталне борбе између Турака и Аустрије. Ту су се сукобљавали интереси Истока и Запада. Турска је јачала Босанску крајину, а истовремено је Аустрија стварала своју војну границу од тог истог народа. У таквим условима сваки устанак и буну манастир је први плаћао. Био је у више наврата рушен, спаљиван и поново подизан.

### Прво спаљивање и обнова
Није познато које је године први пут манастир спаљен, али је познато да је 1557. године први пут обновљен у доба српског патријарха Макарија Соколовића. Године 1607, писано је ту једно јеванђеље у доба игумана Серафима. "Смирени" јеромонах Гаврил је приложио своме манастиру, књигу "Златоустове беседе", писану на Светој Гори 1635. године.

### Друго спаљивање и обнова
Манастир је други пут спаљен 1638. године и његови монаси основаше манастир Лепавину. Манастир Моштаница је обновљен 1642. године.

### Треће спаљивање и обнова
Када је 1683. године нападао бан Ердеди, Срби устаници му се придружише, а Турци манастир запалише трећи пут. Његова два одбјегла јеремонаха Јово Свилокос и Силвестар Продановић основаше манастир Комоговину.
Градитељи су тражили од Турака да обнове манастир. На зид манастира су постављена три појаса. Један појас је постављен на средини зида, други изнад прозора, а трећи испод крова. Кад су Турци дошли да виде, нашли су само један појас онако како су и дозволили. Човјека који их је лажно обавијестио убили су у мјесту Живодеру. У манастиру улазна врата се налазе на јужној страни, што је непрописно. Врата на јужној страни су постављена зато да би служили као заклон од ока и ватре за оне који би могли побјећи из манастира. Мала врата су служила калуђерима да се повуку у шуму од нападача.
За вријеме окупације Аустрије (1683—1699) Моштаница је опет обновљена 1699. године. О писању књига везаних за Моштаницу, постоји податак из 1698. године. Сачувао се манастирски кључ (у музеју у Београду) на којем је било урезана година 1711.

### Четврто спаљивање и обнова
У новоме рату Аустрије с Турском (1716—1719) Моштаница је поново страдала, запаљена четврти пут 1719. године. Манастир Моштаница је обновљен 1720. године.

### Пето спаљивање и обнова
У рату између Аустрије и Турске манастир Моштаница је спаљен 1786. године по пети пут. Обновљен је 1792. године у доба игумана Венијамина Влаинића.

### Шесто спаљивање и обнова
Манастир Моштаница спаљен је шести пут 1811. године. Тад је пребјегао у Србију ђакон Авакум због турског зулума. Авакум је мученички страдао за време Хаџи-Проданове буне 1814. године, када је од стране Турака био жив набијен на колац. Манастир је обновио 1833. године архимандрит игуман Герасим Гвоић. Постављена је спомен-плоча ђакону Авакуму у манастиру 1933. године.

### Седмо спаљивање и обнова
Седми пут манастир је изгорио за вријеме устанка Петра-Пеције Поповића 1858. године. Моштаница је обновљена 1863. године. Код манастира је сахрањен тај хајдук Пеција који је 1875. године погинуо у борби са Турцима. Постављена му је у манастиру спомен-плоча августа 1933. године.

### Осмо спаљивање и обнова
Осми пут за вријеме устанка 16. септембра 1875. године Моштаница је опет изгорјела, и остала пуста шест година, а 1883. године је обновљена. Тада је у манастиру живео јеромонах Ћирил Аџић, који је бдео над оправком манастира. Постављена му је спомен-плоча у манастиру августа 1933. године.

### Девето спаљивање и обнова
Девети пут манастир су спалиле усташе 1941. године. У јулу 1942. године, за вријеме тешке фашистичке офанзиве на Козари, манастир Моштаницу Нијемци су бомбардовали. Године 1947, обновљен је манастир Моштаница, а 1953. године СФРЈ га ставља под своју заштиту као важан културно-историјски споменик.

## Галерија
- Поглед према куполи
- Капела за паљење свећа
- Олтар у цркви
- Олтар у цркви
- Крст на мосту преко реке Моштанице